# Komturzy królewieccy
Jest to chronologiczna lista komturów zakonu krzyżackiego sprawujących władzę w regionie Królewca od powstania komturstwa do roku 1309.
Komturzy królewieccy:
- Burchard von Hornhausen 1255–1256
- Dytryk Roth 1257–1262
- Jan Sachse 1262–1274
- Mangold von Sternberg 1274–1280
- Meinhard von Querfurt 1280–1283
- Albert von Meissen 1283–1288
- Bertold Bruhaven 1289–1302
- Jan von Alvensleben 1302–1304
- Eberhard von Virneburg 1305–1309